# Пјацета (Болцано)
Пјацета (итал. Piazzetta) је насеље у Италији у округу Болцано, региону Трентино-Јужни Тирол.
Према процени из 2011. у насељу је живело 63 становника. Насеље се налази на надморској висини од 480 м.